# في حياتي

في حياتي (البيتلز) 1965

في حياتي (بالإنجليزية: In My Life) أغنية لفريق الروك الإنجليزي البيتلز من ألبومه عام 1965 «روح تائهة Rubber Soul»، كتب جون لينون الأغنية، ونسب الفضل إلى الثنائي لينون مكارتني، وحدث خلاف فيما بعد حول مدى مساهمتهم في الأغنية. قال لينون أن مكارتني هو صاحب التناغم والجسر فقط، بينما ادعى مكارتني الهيكل الموسيقي بأكمله. ساهم جورج مارتن في جسر البيانو المنفرد، والذي تم تسريعه ليبدو وكأنه عزف جيتار.
على الرغم من عدم احتواء الأغنية فعليًا على آلة (هاربسيكورد: آلة أوتار تتحكم بها لوحة مفاتيح) ولكنها الهمت المزيد من منتجي موسيقى البوب لاستخدام الأداة في توزيعاتهم.
أطلقت مجلة موجو في عام 2000، على أغنية «في حياتي» أفضل أغنية على الإطلاق. صنفتها مجلة رولينج ستون في المرتبة 23 على قائمتها لعام 2004 «أعظم 500 أغنية في كل العصور»، ورقم 98 في القائمة المنقحة لعام 2021، بالإضافة إلى المركز الخامس على قائمتها لأفضل 100 أغنية لفريق البيتلز.
سجل الفريق الأغنية من 18 إلى 22 أكتوبر 1965 وصدرت في 3 ديسمبر 1965 (المملكة المتحدة)، وفي 6 ديسمبر 1965 (الولايات المتحدة).

## طاقم العزف والتسجيل
جون لينون: غناء - جيتار إيقاع
بول مكارتني: غناء متناغم - جيتار باس
جورج هاريسون: غناء متناغم - جيتار رئيسي
رينغو ستار: طبول
جورج مارتن: بيانو - دف

## كلمات الأغنية
قال جون لينون فيما بعد عن «في حياتي» إنها أول عمل رئيسي حقيقي له، لأنها كانت المرة الأولى التي يكتب فيها كلمات أغنية شخصية عن حياته الخاصة. استندت النسخة الأصلية من كلمات الأغاني إلى طريق الحافلة الذي اعتاد أن يسلكه في ليفربول، مع تسمية المواقع المختلفة التي شوهدت على طول الطريق، بما في ذلك طريق بيني وحقول الفراولة. تجاهل لينون الفكرة الغنائية لصالح تأمل أكثر عمومية في ماضيه. قام لينون ومكارتني في وقت لاحق بإعادة النظر في تلك المراجع الأصلية بأغاني «حقول الفراولة للأبد» و«بيني لين».
اعتقد لينون لاحقًا أن الكلمات الأصلية كانت «سخيفة» وأعاد صياغة الكلمات واستبدل الذكريات المحددة بتأمل عام في ماضيه. بقيت «سطور قليلة جدًا» من النسخة الأصلية في الأغنية النهائية. وفقًا لصديق لينون وكاتب سيرته الذاتية، بيتر شوتون، فإن عبارة «البعض مات والبعض مازال على قيد الحياة/ في حياتي أحببتهم جميعًا» تشير إلى بيتر شوتون نفسه وإلى ستيوارت ساتكليف الذي توفي عام 1962.
هناك أماكن سأتذكرها There are places I'll remember
طوال حياتي، على الرغم من أن بعضها قد تغير All my life, though some have changed
البعض إلى الأبد، ليس للأفضل Some forever, not for better
ذهب البعض والبعض بقي Some have gone and some remain
كل هذه الأماكن لها لحظاتها الخاصة All these places had their moments
مع العشاق والأصدقاء، ما زلت أتذكر With lovers and friends, I still can recall
البعض مات والبعض مازال على قيد الحياة Some are dead and some are living
في حياتي، أحببتهم جميعًا In my life, I've loved them all
لكن من بين كل هؤلاء الأصدقاء والعشاق But of all these friends and lovers
لا يوجد أحد يقارن بك There is no one compares with you
وتفقد هذه الذكريات معناها And these memories lose their meaning
عندما أفكر في الحب كشيء جديد When I think of love as something new
على الرغم من أنني أعلم أنني لن أفقد المودة أبدًا Though I know I'll never lose affection
للناس والأشياء التي سارت من قبل For people and things that went before
أعلم أنني سأتوقف كثيرًا وأفكر فيهم I know I'll often stop and think about them
في حياتي أحبك أكثر In my life, I love you more

## نسخ أخرى للأغنية
قدم أكثر من 395 فنان نسخهم الخاصة  من الأغنية كان أبرزهم:
جودي كولينز قدمت الأغنية في عام 1966 في ألبومها الذي يحمل نفس الاسم «في حياتي».
اوزي اوزبورن قدم نسخة في ألبومه التاسع «تحت الغطاء» من عام 2005.
جوني كاش قدم الأغنية في ألبومه «أمريكان 4» عام 2002.
قدم المغني السويدي سيو مالمكفيست نسخته عام 1970 باللغة السويدية في ألبوم «سيو الرائع» الذي حصل على جائزة غرامي السويدية في نفس العام.
قام جورج هاريسون بعمل نسخة من «في حياتي» خلال جولة «الحصان الأسود» في أمريكا الشمالية.
سجلت بت ميدلر نسخة تم إصدارها كأغنية فردية في أوائل عام 1992 من الموسيقى التصويرية لفيلمها «للأولاد»، وبلغت ذروتها في المرتبة رقم 20 على قائمة بيلبورد المعاصر للكبار، وظهرت هذه النسخة لاحقًا في ألبومها الناجح عام 1993 «تجربة إلهية».
أنتج جورج مارتن (منتج فريق البيتلز) نسخة من «في حياتي» ضمن ألبومه عام 1998 الذي قام فيه الممثل البريطاني شون كونري بدور الراوي.
سجلت زوجة لينون الأولى، سينثيا، في عام 2012، الأغنية للاحتفال بعيد ميلادها الثاني والسبعين وتضمنها مشروع تحت عنوان «البيتلز كاملة على الجيتار The Beatles Complete on Ukulele»، وهو مشروع مستمر لتغطية كل أغنية لفريق البيتلز (أو على الأقل تتضمن) جيتار.

## وصلات خارجية
https://www.beatlesbible.com/tag/in-my-life/ في حياتي
https://www.songfacts.com/facts/the-beatles/in-my-life في حياتي
https://www.the-paulmccartney-project.com/song/in-my-life/ في حياتي
https://www.youtube.com/watch?v=YBcdt6DsLQA في حياتي